# Metallogorgia tenuis
Metallogorgia tenuis is een zachte koraalsoort uit de familie Chrysogorgiidae. De koraalsoort komt uit het geslacht Metallogorgia. Metallogorgia tenuis werd in 1981 voor het eerst wetenschappelijk beschreven door Pasternak.